# Kyrkö mosse

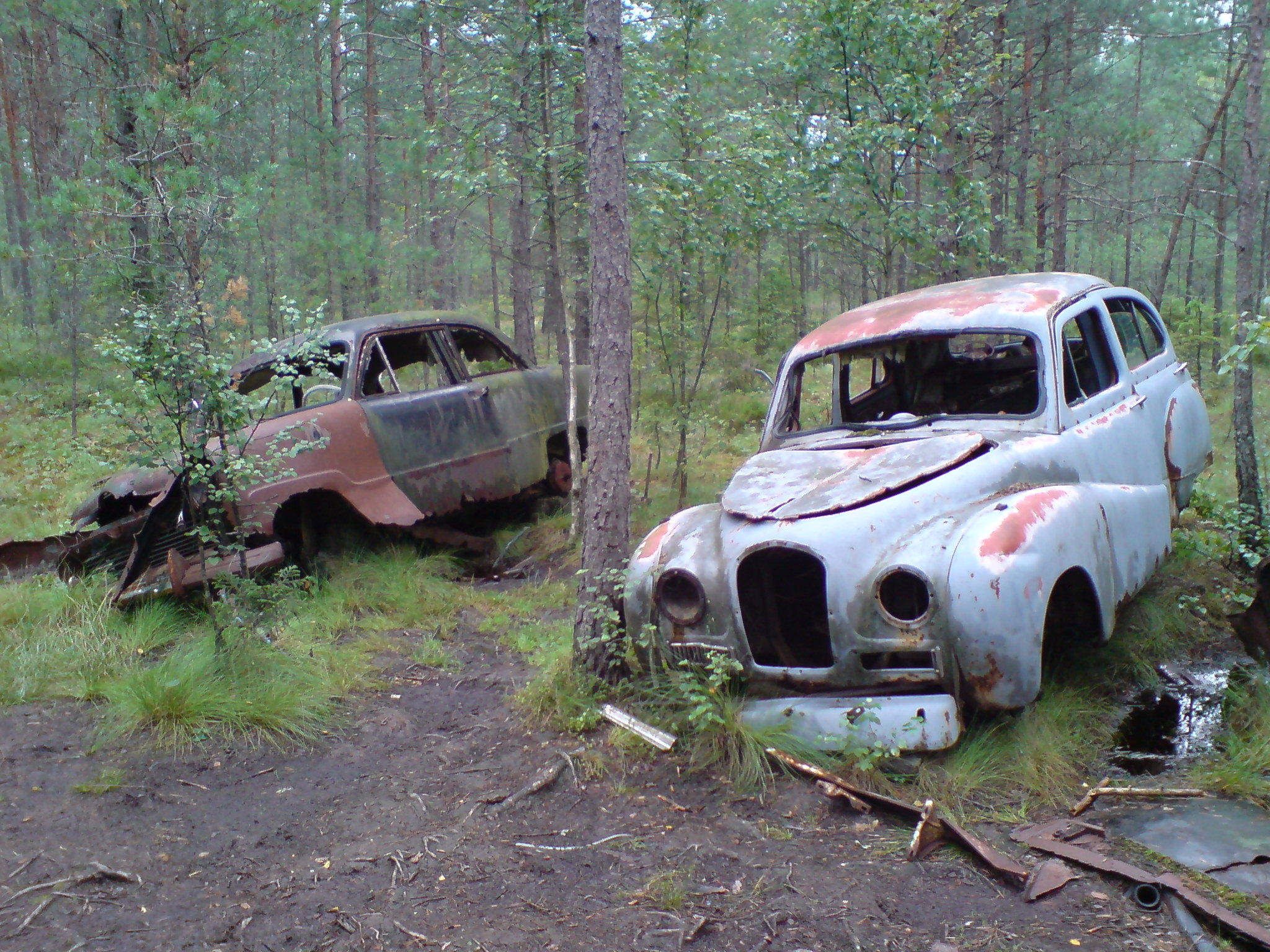

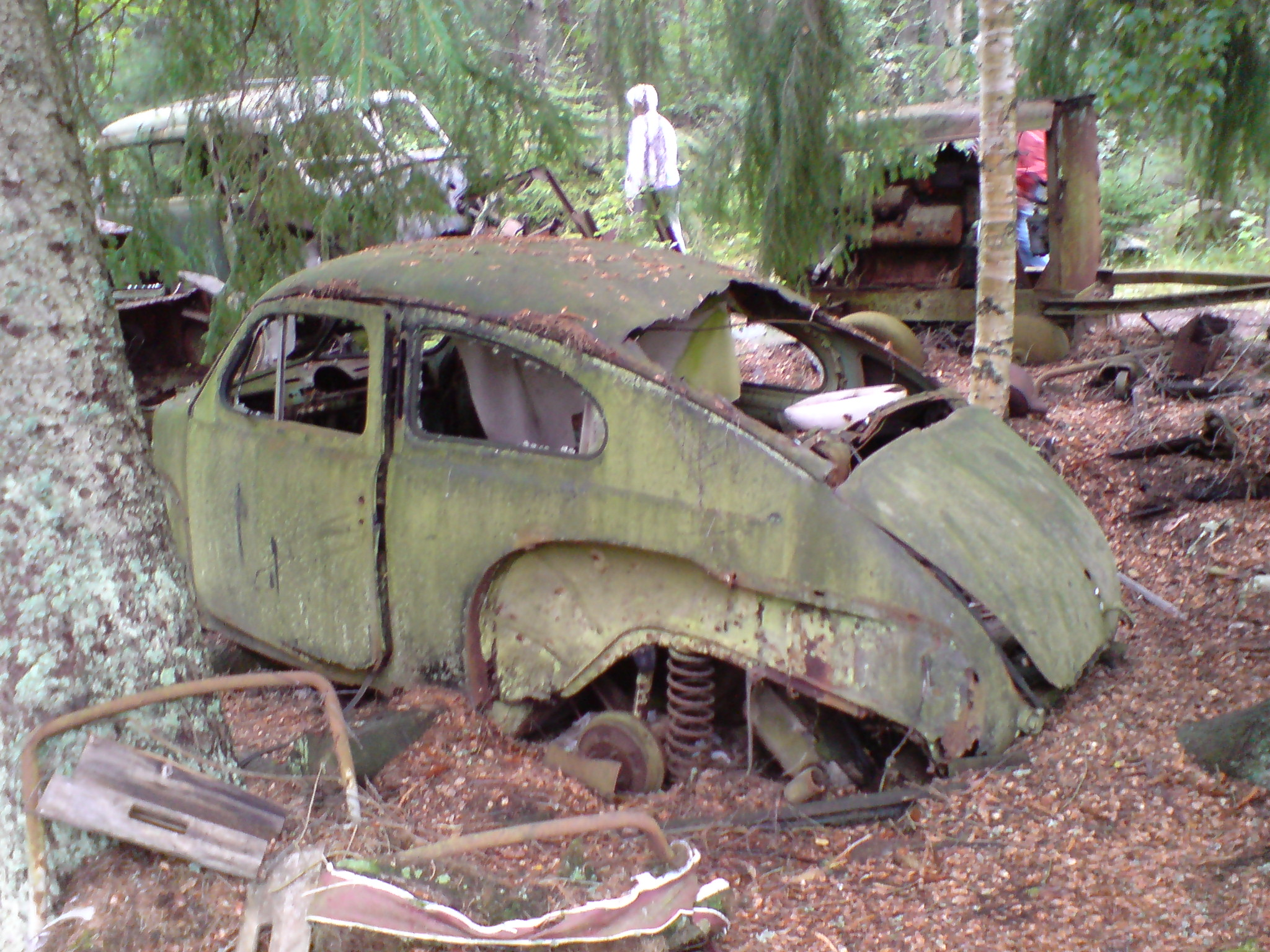

Kyrkö mosse är en plats utanför Ryd i Tingsryds kommun, Småland som är känd för "Åkes bilskrot". Platsen är även känd som "Bilkyrkogården".
Kyrkö mosse ligger strax utanför Ryd längs länsväg 119 mot Hässleholm. Bilkyrkogården, eller bilskroten, på mossen har en lång historia. Åke Danielsson, som kallades för "Åke på myren", föddes 1914 och dog 27 november 2000, och ägnade sig åt torvbrytning på mossen innan han 1940 drog igång bilskroten som en bisyssla. Verksamheten lades ner i slutet av 1980-talet, och när Danielsson 1991 lämnade mossen blev bilarna kvar.
Journalisterna och författarna Staffan Bengtsson och Göran Willis, som även producerade TV-serien K-Märkt, uppmärksammade Åkes bilskrot. Vissa anser att bilvraken bör bevaras som en del av den svenska 1900-talshistorien, medan andra pekar på att bilarna gradvis läcker ut gifter i mossen och därigenom skapar ett miljöproblem. Länsstyrelsen i Kronobergs län gjorde 2003 en undersökning av skroten för att utröna hur allvarliga miljöproblemen var och gjorde bedömningen att det förutom metallskrot i marken också förekommer en måttlig föroreningsnivå av läckande petroleumprodukter.[källa behövs]
Skroten är skyddad under ett 49-årigt bygglov som veterankrossanläggning, utfärdat i slutet av 1990-talet.[källa behövs]